# 줄리아나 크누스트
줄리아나 크누스트(Juliana Knust, 1981년 5월 29일 ~ )는 브라질의 배우이다.

## 참여 작품

### 텔레비전
- 말랴상
- 라두 아 라두